# جورج هيرش (مغني)
جورج هيرش (بالإنجليزية: George Hirsch)‏ هو مغني أمريكي، ولد في 1984.

## وصلات خارجية
- جورج هيرش على موقع IMDb (الإنجليزية)
- جورج هيرش على موقع ديسكوغز (الإنجليزية)